# Тучкова, Маргарита Михайловна
Маргари́та Миха́йловна Нары́шкина, в 1-м браке Ласу́нская, во 2-м браке Тучко́ва (2 [13] января 1780, Москва — 29 апреля [11 мая] 1852, Спасо-Бородинский монастырь, Можайский уезд, Московская губерния) — основательница Спасо-Бородинского монастыря (как инокиня Мела́ния и игуменья Мари́я).
Жена героя Отечественной войны 1812 года генерала А. А. Тучкова, сестра декабриста М. М. Нарышкина, племянница графини Е. А. Мусиной-Пушкиной.

## Биография
Старшая дочь подполковника Михаила Петровича Нарышкина от брака с княжной Варварой Алексеевной Волконской. Имя своё получила в честь бабушки по матери, Маргариты Родионовны Кошелевой, которая, в свою очередь, была названа в честь своей матери «Гриты», или Маргариты Глюк — дочери пастора Глюка.
Кроме Маргариты, в семье Нарышкиных росло ещё пять дочерей и три сына. Девочка с самых ранних лет отличалась страстным, нервным и восприимчивым характером, любила чтение и музыку и была одарена замечательным голосом. Она была высокого роста и очень стройна, но черты лица были неправильны, и единственная её красота состояла в поразительной белизне кожи и в живом выражении зелёных глаз.

## Первый брак
В 18 лет Маргарита вышла замуж за отставного прапорщика Измайловского лейб-гвардии полка Павла Ласунского (1777—14.12.1829), сына генерал-поручика Михаила Ласунского. Генеральская вдова, будучи весьма дружна с Нарышкиными, условилась о браке их детей. Павел Ласунский охотно согласился на женитьбу благодаря светскому положению и приданому невесты. Что касается Маргариты, то она была юна, ей было достаточно, что жених отлично говорит по-французски, красив и умён.
Брак был кратковременным и неудачным. Ласунский оказался кутилой и игроком, всё время он проводил с друзьями. Бракоразводный процесс длился не менее четырёх лет и закончился лишь осенью 1804 года; Маргарита получила позволение вернуться, под именем девицы Нарышкиной, в дом родителей.

## Второй брак

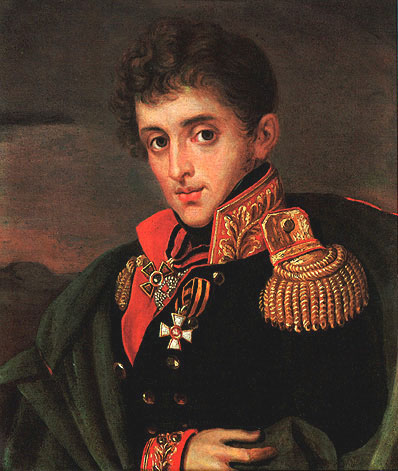
Александр Алексеевич Тучков

С Александром Тучковым Маргарита Михайловна познакомилась ещё в пору первого несчастливого замужества. Молодые люди полюбили друг друга. Тучков смог посвататься к ней только после получения ею развода. Венчание состоялось в Москве в церкви Всех Святых, что на Валу в 1805 году. и для 25-летней Маргариты Михайловны наступили короткие годы полного счастья замужества. Она гордилась красотой мужа, которого сравнивали в обществе с Аполлоном, его храбростью и доблестью.
С началом Отечественной войны 1812 года Маргарита Михайловна с сыном должна была покинуть расположение действующей армии и вернуться к родителям в Москву. В это время она только отняла от груди сына Николая, которого кормила сама. Из Москвы Нарышкины уехали в своё костромское имение, Маргарита Михайловна пожелала остановиться в уездном городке Кинешме, где 1 сентября 1812 года узнала от брата Кирилла Михайловича о смерти мужа, убитого в Бородинском сражении.
Кирилл Михайлович Нарышкин был адъютантом Барклая-де-Толли, он ехал в армию и заехал к сестре, чтобы сообщить о смерти её мужа. В продолжение нескольких лет Маргарита Михайловна не могла видеть брата, чтобы не вспоминать о их встрече в Кинешме, и с ней делалось дурно при его появлении.
По преданию Маргарита Михайловна предчувствовала гибель мужа: во сне она услышала слова «Твоя участь решится в Бородино» («Ton sort finira à Borodino»). Это случилось задолго до сражения под Бородино. Она и муж безуспешно искали на карте название селения и не нашли его в карманном географическом атласе.

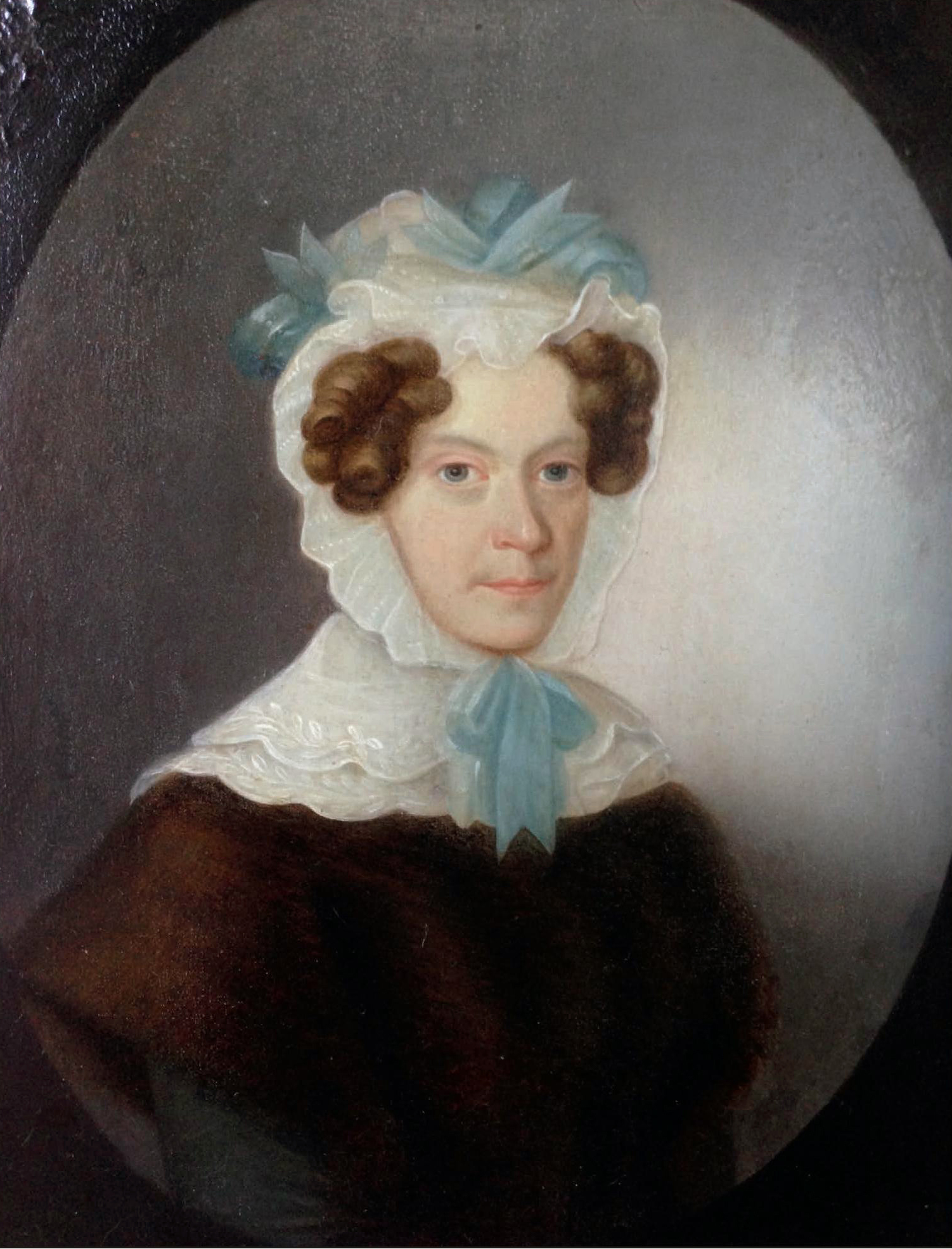
Неизвестный художник. 1820- годы. М. М. Тучкова. Музей «Бородинское поле». Медная пластина, масло.

## Вдовство
В октябре 1812 года Маргарита поехала на поле битвы искать тело мужа: из письма генерала Коновницына она знала, что Тучков погиб в районе Семёновского редута. Поиски среди десятков тысяч павших ничего не дали: тело Александра Тучкова так и не было найдено. Она принуждена была вернуться домой. Поиски Тучковой на Бородинском поле нашли отражение в художественной прозе, им посвящена повесть Олега Хафизова «Бородинская мадонна».

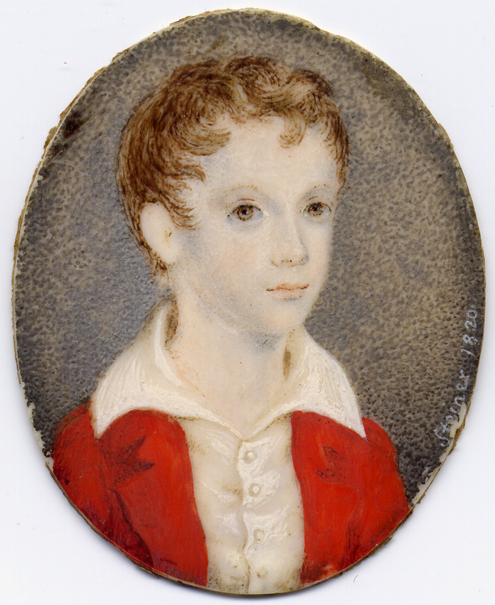
Николай Тучков (1820)

Перенесённые ею ужасы так отразились на её здоровье, что некоторое время домашние опасались за её рассудок. Немного оправившись, она приняла решение построить на свои средства на месте гибели мужа храм. Она продала свои бриллианты и при содействии императрицы Марии Фёдоровны купила три десятины земли, где в 1818 году начала строить Храм Спаса Нерукотворного. Наблюдая за постройкою церкви, Тучкова жила с сыном Николаем и его француженкой-гувернанткой в небольшой сторожке. 

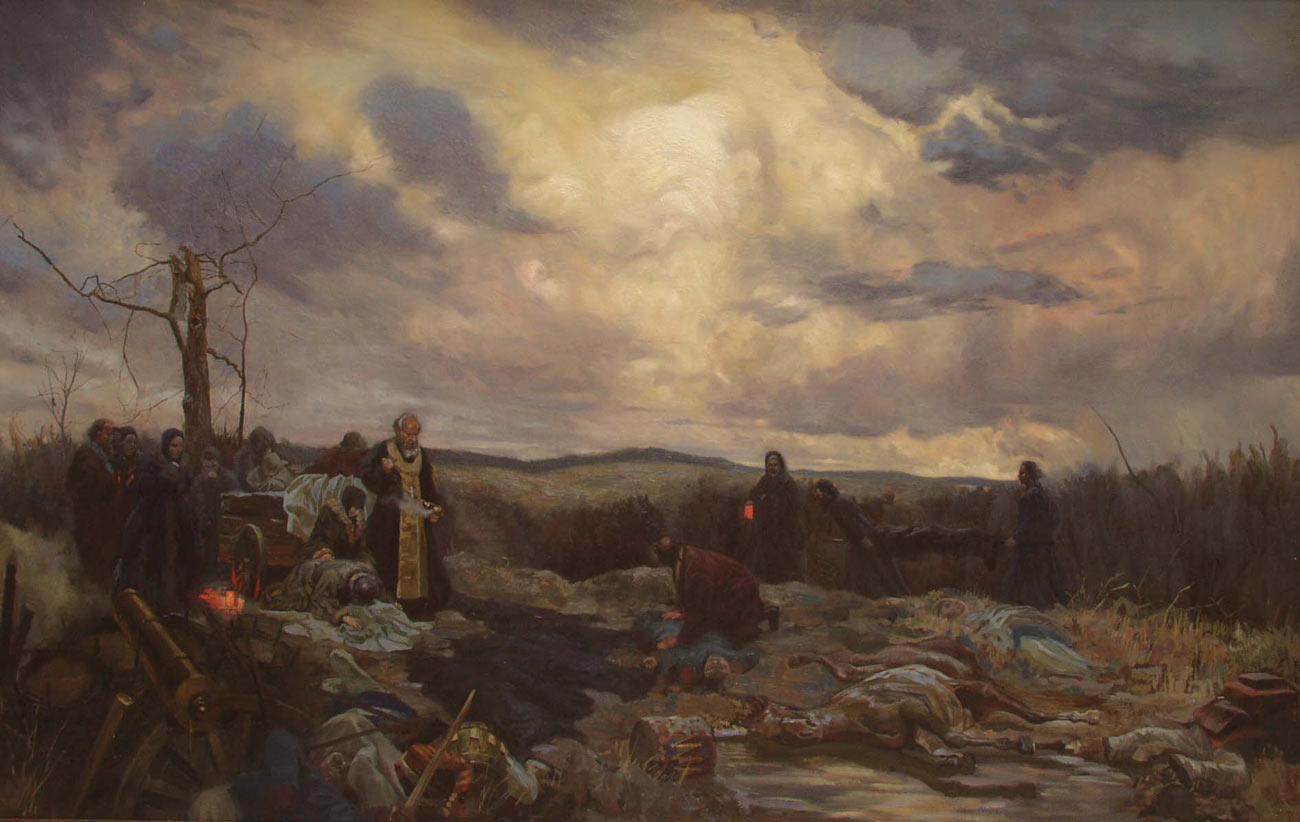
Художник Семён Кожин. М. М. Тучкова на Бородинском поле. Панихида по генералу А. А. Тучкову. Холст, масло. 120×180 см.

Первоначально Тучкова предполагала поставить лишь небольшую часовню, но Александр I пожаловал ей 10 тысяч рублей, на эти средства в 1820 году была построена и освящена каменная церковь-храм, сюда потянулись паломники со всей России. Сама Маргарита подолгу жила на Бородинском поле, в небольшом, специально построенном домике.
Свою жизнь Тучкова решила посвятить памяти мужа и воспитанию сына Николая (1811—16.10.1826), «Коко», как ласково она его звала. В своих записках Д. Н. Свербеев писал о своём пребывании в Ревеле:

Норов узнал, что за городом, в Екатеринентале, находится его родственница, вдова убитого под Бородином генерала Тучкова, и на другой же день мы к ней отправились. Маргарита Михайловна Тучкова, урождённая Нарышкина, приняла нас радушно в хорошеньком домике почти рядом с небольшим дворцом, построенным Петром Великим… Родственница Норова приехала из Дерпта, где воспитывала своего сына, брала морские ванны… Падкий на женщин мой безногий молодой полковник так и таял от любезной ещё молодой, ещё красивой и в самом деле привлекательной своей кузины. Двенадцатилетний красивый мальчик Тучков, страстно любимый матерью, был не лишний в нашей оживленной беседе за самоваром.

Николай Тучков был записан в Пажеский корпус, но по слабости здоровья жил при матери. Он рос, не зная шумных и резвых игр, все любили его за сердечную его мягкость и доброту. Маргарита Михайловна не могла нарадоваться на сына, но её беспокоило его слабое здоровье, доктора уверяли, что он с годами окрепнет, что его изнуряет рост. Осенью 1826 года Николай Тучков простудился, его лечили лучшие врачи, на консилиум был приглашён Мудров, который подтвердил, что опасности нет, он обязательно поправится. Успокоенная Маргарита Михайловна проводила врачей, а через несколько часов её 15-летний сын неожиданно умер. Он был похоронен в церкви Спаса Нерукотворного.

## Основательница монастыря
Ссылка брата Михаила, декабриста, в Сибирь, смерть отца, в 1825 году, и сына сразили Тучкову. Она переселилась навсегда в свою сторожку на Бородинском поле. О своей жизни в это время она писала подруге:

День походит на день: утреня, обедня, потом чай, немного чтения, обед, вечерня, незначащее рукоделье, а после короткой молитвы — ночь, вот вся жизнь. Скучно жить, страшно умереть. Милосердие Господне, Его любовь — вот моё упование, тем и кончу!

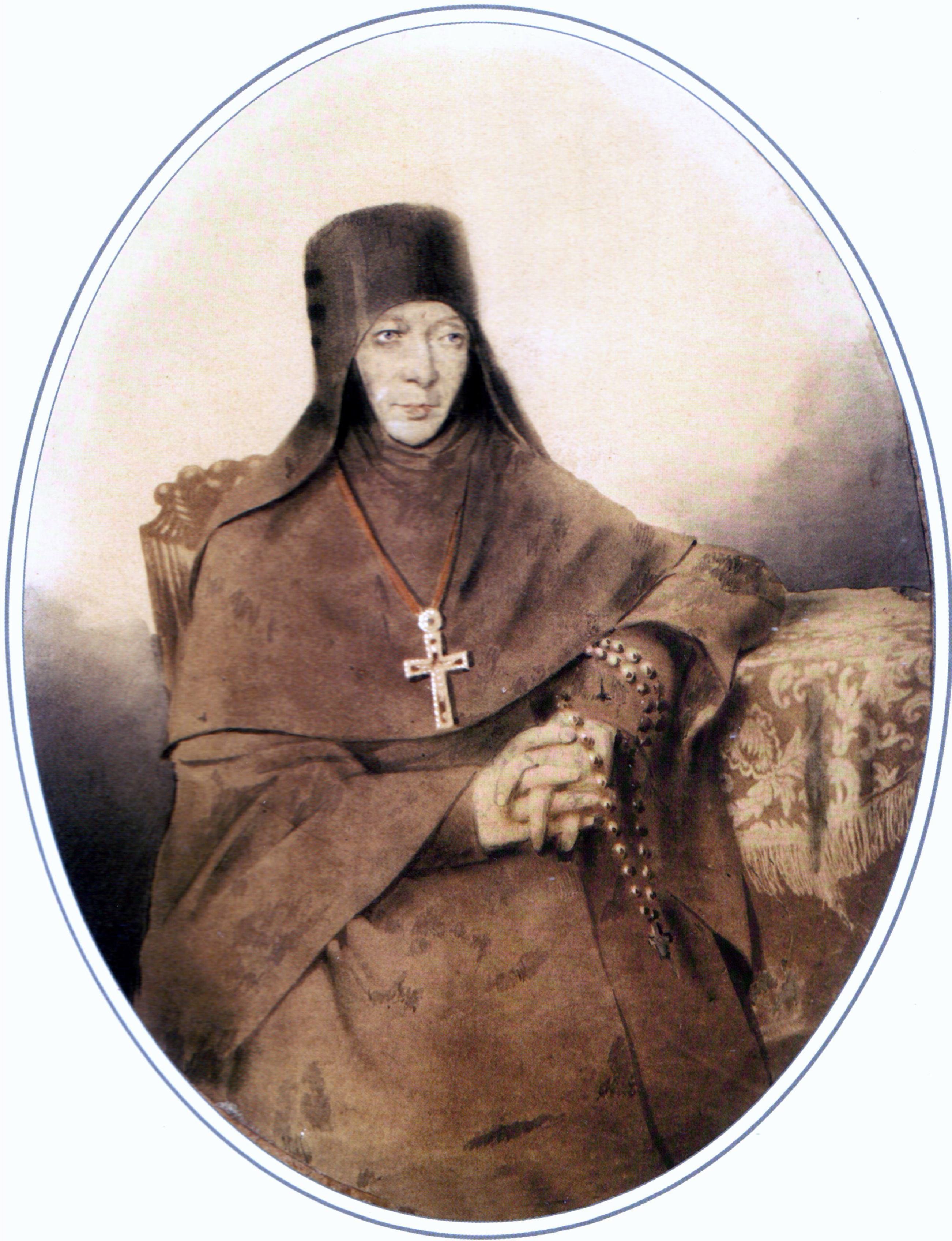
Игуменья Мария в 1849—1852 годах, дагерротип

Тучкова искала утешения в помощи несчастным и бедным: помогала окружающему народу, лечила больных и привлекала желающих разделить с ней труды на пользу ближнего. Она отдалась главному делу всей последующей жизни — устройству нового женского монастыря. В 1838 году Тучкова приняла малый постриг под именем инокини Мелании. Спасо-Бородинская община по Высочайшему Повелению стала Спасо-Бородинским общежительным монастырём 2-го класса в 1839 году. Во время торжественного открытия Бородинского памятника в 1839 году император Николай I посетил монастырь и келию Тучковой. Она, вынесшая столько страданий, произвела сильное впечатление на императора. Он даровал ей прощение её брата Михаила, и в 1840 году вызвал в Петербург, чтобы быть восприемницею супруги наследника, Марии Александровны, с которой она вела переписку до своей смерти.
Пострижение инокини Мелании в мантию с принятием имени Марии произошло 28 июня 1840 года. На следующий день Мария стала игуменией Спасо-Бородинского монастыря. Возведение в игумении было проведено по чину рукоположения в диакониссы. 
Игумения Мария скончалась 29 апреля (11 мая) 1852 года и была погребена в Спасском храме монастыря (возведённом около места, где погиб Тучков), рядом с сыном.